# マイクロラブサット
マイクロラブサット(μ-LabSat)とは宇宙開発事業団(NASDA)（現宇宙航空研究開発機構(JAXA)）の開発・製作する技術実証目的の50 kg級小型人工衛星シリーズの名称である。
1990年代前半、実用衛星システムの巨大化・複雑化に起因する開発期間の長期化によって、衛星開発技術者の経験不足や技術力の低下が懸念となっていた。また、同時に新規技術や先端技術の技術実証機会の減少も課題とされていた。このような背景から、先端技術の軌道上実証による基盤技術の強化と若手技術者の育成を目的として、マイクロラブサットの研究は1994年に開始された。当初は「先端技術実証ピギーバック衛星」という名称であった。

## マイクロラブサット1号機
ピギーバック衛星用の50 kg級小型スピン衛星バス技術の確立と先端技術の宇宙実証機会の提供、若手技術者の育成を目的として開発された。

### ミッション
主に5つのミッションで構成されている。
1. 50 kg小型衛星バス実験
民生用のi386SXを用いた三重冗長オンボードコンピュータ(OBC)による集中制御の軌道上実証、50 kg級小型人工衛星の三軸姿勢制御、Peak Power Tracking(PPT)電力制御、地上民生技術の宇宙適用について実験を行う。
2. CCD地球センサ(CCDESA)実験
電荷結合素子を用いた地球センサの軌道上実証実験。可視波長帯で地球を撮像後、画像データ処理で縁を検出し、地球の中心を推定することで姿勢角を検出する。
3. 自励振動型ヒートパイプ(OHP)実験
高発熱機器の熱拡散に適したOHPが軌道上の適正な熱負荷範囲において動作するか確認する。
4. SELENEリレー分離機構実験
日本初の本格的な月探査機であるSELENEにおいて、子衛星の分離に用いられる予定である棒ばねを用いた新型の分離機構を先行実証する。
5. 遠隔検査技術実験
将来、故障した衛星を検査・修理する際に必要となる基礎技術の軌道上実証を目的とし、3つの実験を行う。
  1. 遠隔検査用カメラ及び画像処理計算機の軌道上実験
  2. 画像誘導航法に必要な画像処理技術実験
  3. 運動するターゲットの相対運動推定実験

### 開発
1994年に検討が開始され、50 kg級小型衛星バス技術実証実験をミッションとする六角柱状の衛星として、コンポーネントレベルでの試作をはじめとした開発が進められていた。しかし、1998年には宇宙科学研究所(ISAS)と共同実施のSELENEリレー衛星用分離機構の実証実験や、通信総合研究所(CRL)、航空宇宙技術研究所(NAL)、東京大学と共同実施の遠隔検査技術先行実証実験といったミッションが追加されたことにより、外形が従来の六角柱状から八角柱状へと変更されるなど、大幅な設計変更がなされた。2000年度後半から2001年度前半までの1年間はロケット性能確認用ペイロード2型(VEP2)開発のため一旦開発が休止されたが、その後2002年10月末までに全ての開発試験を終了した。

### 運用
2002年12月14日10時31分にH-IIAロケット4号機によってみどりII(ADEOS-II)の相乗り衛星として、FedSatや観太くんとともに、種子島宇宙センター大崎射場吉信第1射点から打ち上げられた。衛星はSELENEリレー衛星用分離機構によって11時5分に正常に分離された。

#### 初期運用
分離後9日間はクリティカル運用を行い、衛星自体の運用に必要な機能やスピン軸制御などの姿勢制御機能を確認した。その後、12月23日より初期機能確認段階へ移行し、CCD地球センサ(CCDESA)や遠隔検査技術実験用CMOSカメラ(CMR)、画像処理計算機(MOBC)など、搭載機器のチェックアウトを行った。

#### 定常運用
2003年1月30日より定常段階へ移行した。当初の運用計画では定常段階は3ヶ月間の予定であったが、衛星の状態が良好であったため5ヶ月間に変更された。定常段階ではCCDESA実験、CMR及びMOBCの軌道上実験、画像誘導航法に必要な画像処理技術実験、運動するターゲットの相対運動推定実験などの実験運用が行われた。

#### 後期運用
2003年5月26日より後期段階へ移行した。後期段階では定常運用で行った実験の応用実験をはじめ、月トラッキング実験などの新規実験や、各地で開催した宇宙教室において運用を行う教育利用なども行った。

#### 停波・運用終了
2006年9月27日9時54分に停波作業を開始、11時32分に衛星の停波を確認、当初予定を3年半上回る4年半にわたった運用を終了した。

## マイクロラブサット2号機
将来の小型衛星による実用ミッションを想定し、必要となるバス技術の軌道上実証を行う計画である。地球指向3軸姿勢制御技術、推進・軌道制御技術、高速データリンク技術、分散化制御・ネットワーク技術、軌道離脱技術、運用の自律化技術の6つの技術について実証を行う。母衛星とナノ級衛星の2機で構成されることが特徴であり、地球観測・科学観測のデモンストレーションや編隊飛行等の実証試験を行う予定である。
2003年4月に開発開始、2005年に予備検討フェーズを終了した。2008年の打ち上げを予定していたが、東大阪宇宙開発協同組合(SOHLA)への技術移転にリソースを割くためシステム設計を中断した。